# Ciconiphilus decimfasciatus
Ciconiphilus decimfasciatus är en insektsart som först beskrevs av Jean Baptiste Boisduval och Lacordaire 1835.  Ciconiphilus decimfasciatus ingår i släktet Ciconiphilus och familjen spolätare. Arten är reproducerande i Sverige. Inga underarter finns listade i Catalogue of Life.